# Joyce Bandaová
Joyce Hilda Bandaová (Banda), rozená Mtilová (Mtila) (* 12. duben 1950) je malawiská politička a bývalá prezidentka.
V letech 2009–2012 byla viceprezidentkou země, v letech 2006–2009 ministryní zahraniční věcí. Roku 2011 založila liberální Lidovou stranu (People's Party), když opustila Democratic Progressive Party. Od 7. dubna 2012 do 31. května 2014 byla prezidentkou Malawi.
Je známa svým bojem za práva žen, který podporuje i její nadace Joyce Banda Foundation.
Časopis Foreign Policy ji roku 2013 zařadil mezi 100 nejvlivnějších intelektuálů světa. časopis Forbes ji roku 2012 označil za 47. nejmocnější ženu světa a nejmocnější ženu v Africe.